# Letní olympijské hry 2012
Letní olympijské hry 2012, oficiálně Hry XXX. olympiády (anglicky Games of the XXX Olympiad), se konaly v anglickém Londýně. Slavnostní zahájení proběhlo 27. července 2012, zakončení se pak uskutečnilo 12. srpna 2012 a samotná sportovní klání byla zahájena již 25. července a od 28. července se rozběhla hlavní část her s většinou sportů. Na hrách bylo rozdáno 302 sad medailí ve 26 sportech. Londýn se stal prvním městem, ve kterém se olympijské hry v novodobé historii uskutečnily třikrát. Předtím se zde olympijské hry konaly v letech 1908 a 1948.
Po ukončení olympijských her se v Londýně již tradičně konaly i paralympijské hry v termínu od 29. srpna do 9. září 2012.

## Volba pořadatele
Kandidaturu na pořadatelství her nabídlo celkem devět měst, která podala přihlášku do 15. června 2003. Všechna města prošla výběrovým řízením, které je na základě vyplněných dotazníků ohodnotilo v celkem jedenácti kritériích (jako doprava, finance, ubytování atd.) a stanovilo skóre vyjadřující schopnost pořádat olympiádu:
- Paříž, Francie – skóre 8,5
- Madrid, Španělsko – skóre 8,3
- Londýn, Spojené království – skóre 7,6
- New York City, USA – skóre 7,5
- Moskva, Rusko – skóre 6,5
- Lipsko, Německo – skóre 6,0
- Rio de Janeiro, Brazílie – skóre 5,1
- Istanbul, Turecko – skóre 4,8
- Havana, Kuba – skóre 3,6

Pět nejlepších adeptů bylo vybráno do finálové volby, ze které nakonec vzešlo vítězně město Londýn.
| Město    | Stát               | První kolo | Druhé kolo | Třetí kolo | Čtvrté kolo |
| -------- | ------------------ | ---------- | ---------- | ---------- | ----------- |
| Londýn   | Spojené království | 22         | 27         | 39         | 54          |
| Paříž    | Francie            | 21         | 25         | 33         | 50          |
| Madrid   | Španělsko          | 20         | 32         | 31         | —           |
| New York | USA                | 19         | 16         | —          | —           |
| Moskva   | Rusko              | 15         | —          | —          | —           |

## Slavnostní zahájení
Slavnostní zahájení her proběhlo v noci z 27. července na 28. července 2012 od 21 hodin britského času (22.00 hodin letního středoevropského času). Hlavním režisérem uměleckého programu slavnostního zahájení se stal významný filmový režisér Danny Boyle. Při zahájení byla prezentována britská historie a kultura. Hry podle očekávání zahájila hlava hostitelského státu, britská královna Alžběta II. Ta si zahrála sama sebe v předtočeném klipu, kde do Buckinghamského paláce přijede Daniel Craig coby představitel Jamese Bonda a pokyne královně, aby přiletěla ke stadionu helikoptérou.

## Sporty
Na hrách XXX. olympiády proběhly soutěže v 30 sportovních odvětvích. Z programu olympijských her vypadl baseball a softball.
- Atletika
- Badminton
- Basketbal
- Box
- Cyklistika
- Fotbal
- Gymnastika
(sportovní, moderní, trampolína)
- Házená
- Jachting
- Jezdectví
- Judo
- Kanoistika
- Lukostřelba
- Moderní pětiboj
- Plavání
- Plážový volejbal
- Pozemní hokej
- Skoky do vody
- Sportovní střelba
- Stolní tenis
- Synchronizované plavání
- Šerm
- Taekwondo
- Tenis
- Triatlon
- Veslování
- Vodní pólo
- Volejbal
- Vzpírání
- Zápas

### Kalendář soutěží
| UC | Úvodní ceremoniál | ● | Soutěžní den disciplíny | 1 | Finále disciplíny | ZC | Závěrečný ceremoniál |

| Červenec / Srpen        | 25. St | 26. Čt | 27. Pá | 28. So | 29. Ne | 30. Po | 31. Út | 1. St | 2. Čt | 3. Pá | 4. So | 5. Ne | 6. Po | 7. Út | 8. St | 9. Čt | 10. Pá | 11. So | 12. Ne | Finále |
| ----------------------- | ------ | ------ | ------ | ------ | ------ | ------ | ------ | ----- | ----- | ----- | ----- | ----- | ----- | ----- | ----- | ----- | ------ | ------ | ------ | ------ |
| Ceremoniály             |        |        | UC     |        |        |        |        |       |       |       |       |       |       |       |       |       |        |        | ZC     |        |
| Atletika                |        |        |        |        |        |        |        |       |       | 2     | 5     | 7     | 5     | 4     | 4     | 5     | 6      | 8      | 1      | 47     |
| Badminton               |        |        |        | ●      | ●      | ●      | ●      | ●     | ●     | 1     | 2     | 2     |       |       |       |       |        |        |        | 5      |
| Basketbal               |        |        |        | ●      | ●      | ●      | ●      | ●     | ●     | ●     | ●     | ●     | ●     | ●     | ●     | ●     | ●      | 1      | 1      | 2      |
| Box                     |        |        |        | ●      | ●      | ●      | ●      | ●     | ●     | ●     | ●     | ●     | ●     | ●     | ●     | 3     | ●      | 5      | 5      | 13     |
| Cyklistika              |        |        |        | 1      | 1      |        |        | 2     | 2     | 2     | 1     | 1     | 1     | 3     | ●     | ●     | 2      | 1      | 1      | 18     |
| Fotbal                  | ●      | ●      |        | ●      | ●      |        | ●      | ●     |       | ●     | ●     |       | ●     | ●     |       | 1     | ●      | 1      |        | 2      |
| Gymnastika              |        |        |        | ●      | ●      | 1      | 1      | 1     | 1     | 1     | 1     | 3     | 3     | 4     |       | ●     | ●      | 1      | 1      | 18     |
| Házená                  |        |        |        | ●      | ●      | ●      | ●      | ●     | ●     | ●     | ●     | ●     | ●     | ●     | ●     | ●     | ●      | 1      | 1      | 2      |
| Jachting                |        |        |        |        | ●      | ●      | ●      | ●     | ●     | ●     | ●     | 2     | 2     | 2     | 1     | 1     | 1      | 1      |        | 10     |
| Jezdectví               |        |        |        | ●      | ●      | ●      | 2      |       | ●     | ●     | ●     | ●     | 1     | 1     | 2     |       |        |        |        | 6      |
| Judo                    |        |        |        | 2      | 2      | 2      | 2      | 2     | 2     | 2     |       |       |       |       |       |       |        |        |        | 14     |
| Kanoistika              |        |        |        |        | ●      | ●      | 1      | 1     | 2     |       |       |       | ●     | ●     | 4     | 4     | ●      | 4      |        | 16     |
| Lukostřelba             |        |        | ●      | 1      | 1      | ●      | ●      | ●     | 1     | 1     |       |       |       |       |       |       |        |        |        | 4      |
| Moderní pětiboj         |        |        |        |        |        |        |        |       |       |       |       |       |       |       |       |       |        | 1      | 1      | 2      |
| Plavání                 |        |        |        | 4      | 4      | 4      | 4      | 4     | 4     | 4     | 4     |       |       |       |       | 1     | 1      |        |        | 34     |
| Plážový volejbal        |        |        |        | ●      | ●      | ●      | ●      | ●     | ●     | ●     | ●     | ●     | ●     | ●     | 1     | 1     |        |        |        | 2      |
| Pozemní hokej           |        |        |        |        | ●      | ●      | ●      | ●     | ●     | ●     | ●     | ●     | ●     | ●     | ●     | ●     | 1      | 1      |        | 2      |
| Skoky do vody           |        |        |        |        | 1      | 1      | 1      | 1     |       | ●     | ●     | 1     | ●     | 1     | ●     | 1     | ●      | 1      |        | 8      |
| Stolní tenis            |        |        |        | ●      | ●      | ●      | ●      | 1     | 1     | ●     | ●     | ●     | ●     | 1     | 1     |       |        |        |        | 4      |
| Sportovní střelba       |        |        |        | 2      | 2      | 1      | 1      | 1     | 1     | 2     | 2     | 1     | 2     |       |       |       |        |        |        | 15     |
| Synchronizované plavání |        |        |        |        |        |        |        |       |       |       |       | ●     | ●     | 1     |       | ●     | 1      |        |        | 2      |
| Šerm                    |        |        |        | 1      | 1      | 1      | 1      | 2     | 1     | 1     | 1     | 1     |       |       |       |       |        |        |        | 10     |
| Taekwondo               |        |        |        |        |        |        |        |       |       |       |       |       |       |       | 2     | 2     | 2      | 2      |        | 8      |
| Tenis                   |        |        |        | ●      | ●      | ●      | ●      | ●     | ●     | ●     | 2     | 3     |       |       |       |       |        |        |        | 5      |
| Triatlon                |        |        |        |        |        |        |        |       |       |       | 1     |       |       | 1     |       |       |        |        |        | 2      |
| Veslování               |        |        |        | ●      | ●      | ●      | ●      | 3     | 3     | 4     | 4     |       |       |       |       |       |        |        |        | 14     |
| Vodní pólo              |        |        |        |        | ●      | ●      | ●      | ●     | ●     | ●     | ●     | ●     | ●     | ●     | ●     | 1     | ●      |        | 1      | 2      |
| Volejbal                |        |        |        | ●      | ●      | ●      | ●      | ●     | ●     | ●     | ●     | ●     | ●     | ●     | ●     | ●     | ●      | 1      | 1      | 2      |
| Vzpírání                |        |        |        | 1      | 2      | 2      | 2      | 2     |       | 2     | 1     | 1     | 1     | 1     |       |       |        |        |        | 15     |
| Zápas                   |        |        |        |        |        |        |        |       |       |       |       | 2     | 3     | 2     | 2     | 2     | 2      | 3      | 2      | 18     |
| Celkem disciplín        |        |        |        | 12     | 14     | 12     | 15     | 20    | 18    | 22    | 25    | 23    | 18    | 21    | 17    | 22    | 16     | 32     | 15     | 302    |
| Kumulativní součet      |        |        |        | 12     | 26     | 38     | 53     | 73    | 91    | 113   | 138   | 161   | 179   | 200   | 217   | 239   | 255    | 287    | 302    |        |
| Červenec / Srpen        | 25. St | 26. Čt | 27. Pá | 28. So | 29. Ne | 30. Po | 31. Út | 1. St | 2. Čt | 3. Pá | 4. So | 5. Ne | 6. Po | 7. Út | 8. St | 9. Čt | 10. Pá | 11. So | 12. Ne | Finále |

## Olympijská a paralympijská sportoviště

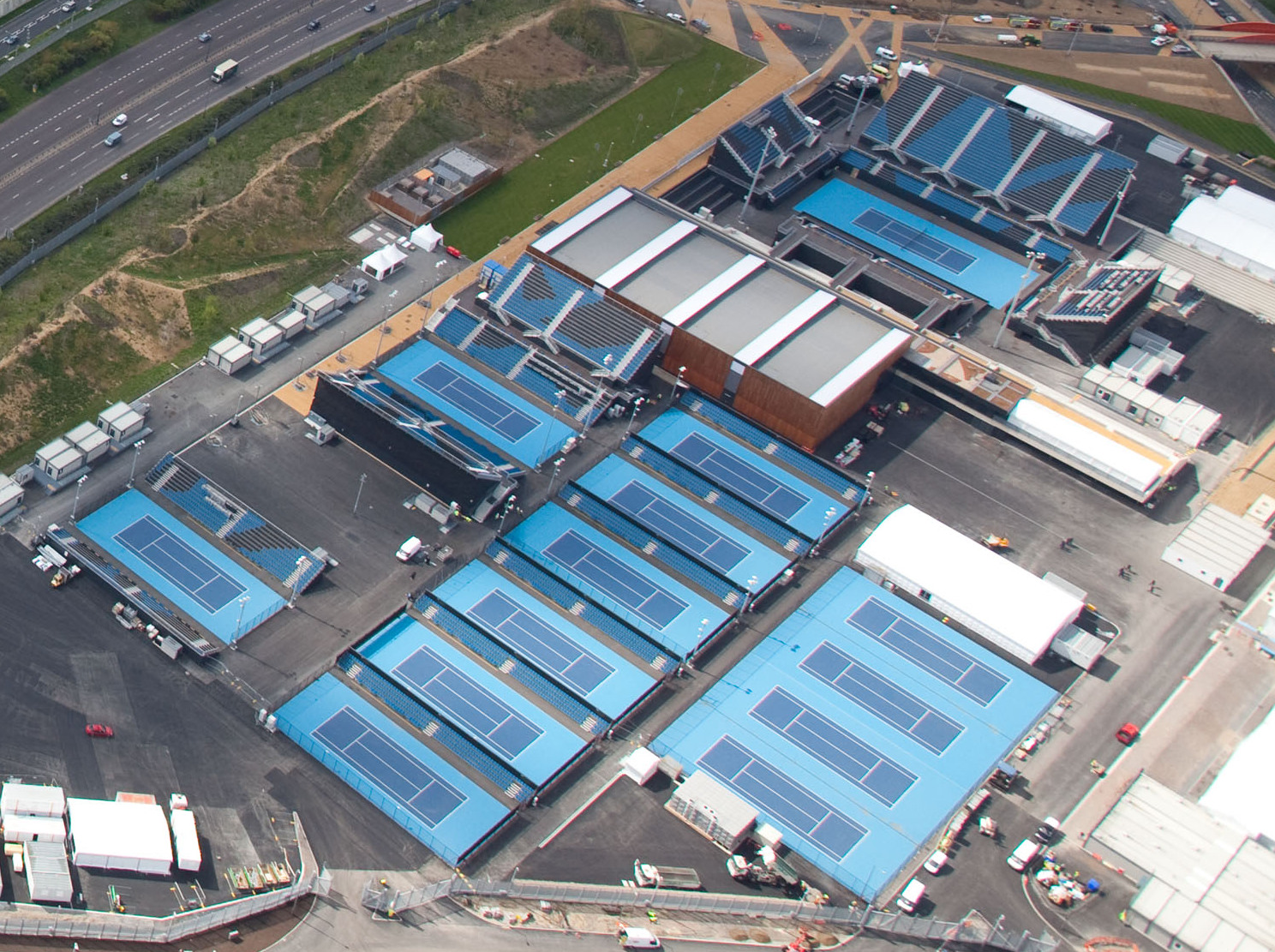
Letecký pohled na Eton Manor

### Londýnský olympijský park
- Aquatics Centre (plavání, synchronizované plavání, skoky do vody, moderní pětiboj/plavání)
- Basketball Arena (košíková)
- BMX Circuit (BMX cyklistika)
- Eton Manor (paralympijská soutěž v tenise vozíčkářů)
- Handball Arena – Copper Box (házená, moderní pětiboj/šerm)
- Hockey Centre (pozemní hokej)
- Olympic Stadium (hlavní olympijský stadion, lehká atletika, slavností zahájení a zakončení LOH 2012)
- Velodrom (dráhová cyklistika)
- Water Polo Arena (vodní pólo)

### Ostatní sportoviště v Londýně

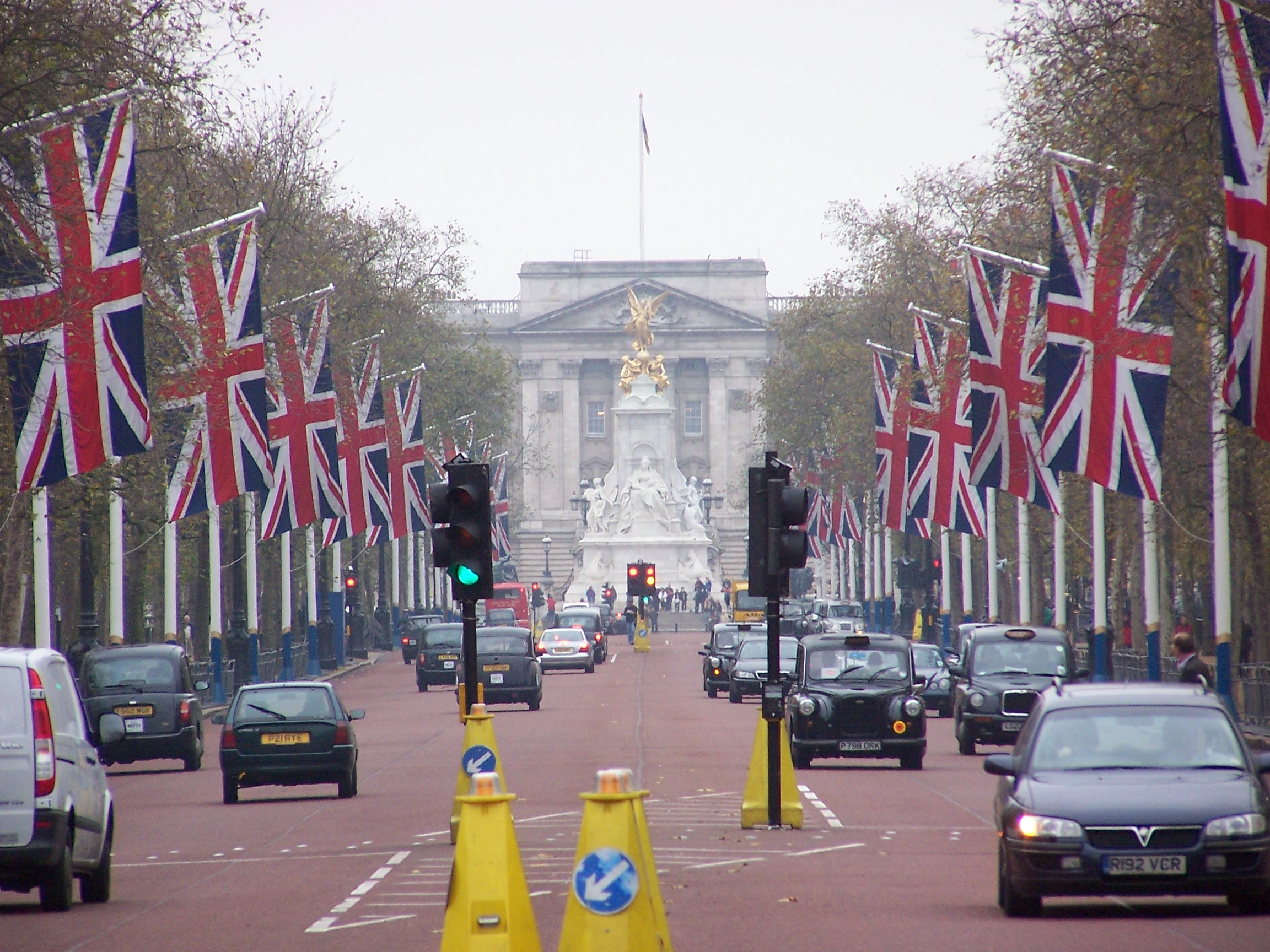
Třída The Mall v roce 2006, při oslavách osmdesátin královny Alžběty II., jedno z olympijských sportovišť

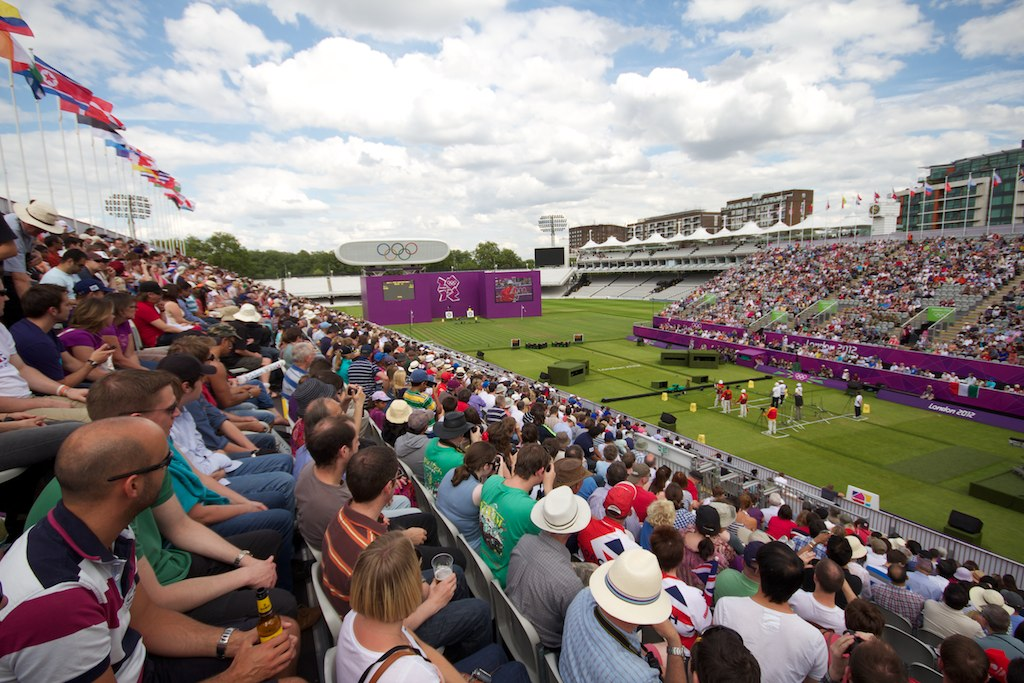
Lukostřelecká soutěž mužů na LOH 2012 v Lord's Cricket Ground

- All England Lawn Tennis and Croquet Club (tenis)
- Earls Court (volejbal)
- ExCeL (box, šerm, judo, stolní tenis, taekwondo, vzpírání, zápas)
- Greenwich Park (jezdectví a moderní pětiboj/jezdectví, moderní pětiboj/běh a střelba)
- Hampton Court Palace (silniční cyklistika/časovka jednotlivců)
- Horse Guards Parade (plážový volejbal)
- Hyde Park (olympijský triatlon, dálkové plavání)
- Lord's Cricket Ground (lukostřelba)
- North Greenwich Arena (sportovní gymnastika a basketbal)
- Royal Artillery Barracks (sportovní střelba)
- The Mall (silniční cyklistika/hromadné závody, lehká atletika – závody v chůzi a maratonské běhy)
- Wembley Arena (badminton a moderní gymnastika)
- Wembley Stadion (fotbal)

### Sportoviště mimo Londýn
- Coventry Stadion (fotbal) – Coventry
- Eton Dorney (veslování a rychlostní kanoistika) – Eton
- Hadleigh Farm (cyklistika na horských kolech) – Jižní Essex, nedaleko od hradu Hadleigh
- Hampden Park (fotbal) – Glasgow
- Lee Valley White Water Centre – (slalom na divoké vodě)
- Millennium Stadium (fotbal) – Cardiff
- Old Trafford (fotbal) – Manchester
- St James' Park (fotbal) – Newcastle
- Weymouth a Portland (jachting)

## Pořadí národů

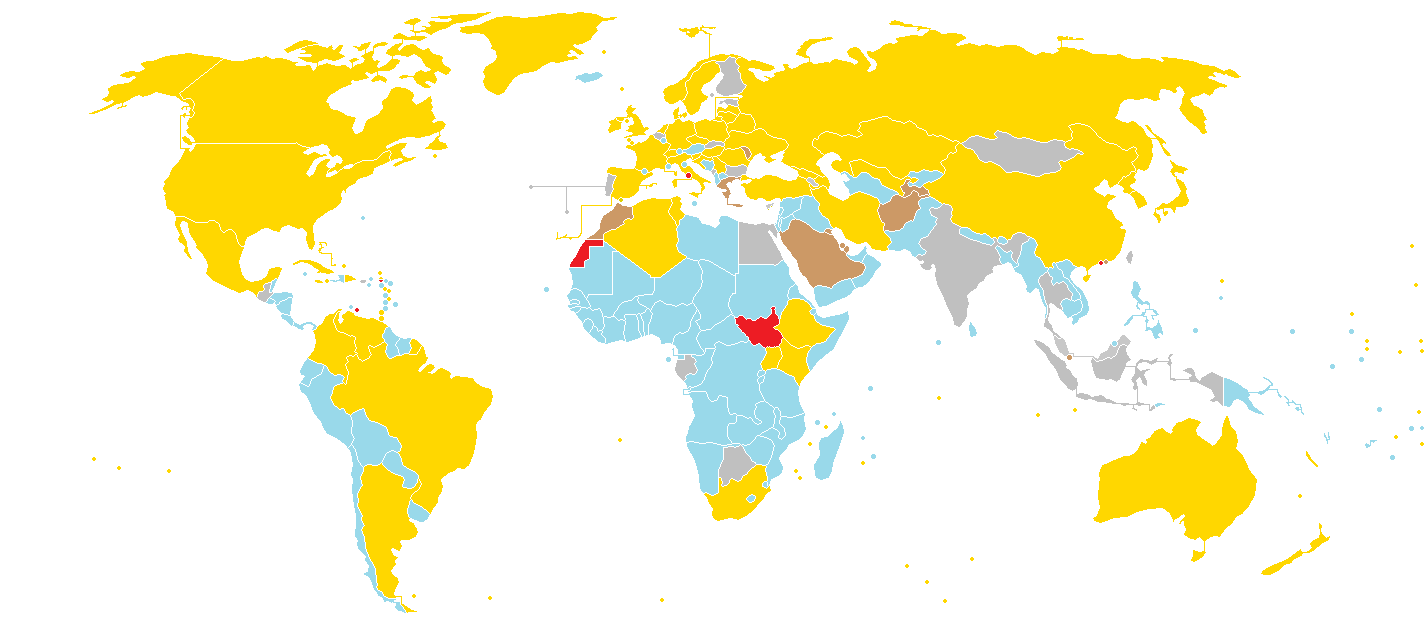
Mapa zemí dle zisku medailí:
země alespoň s jednou zlatou medaili
země alespoň s jednou stříbrnou medaili
země alespoň s jednou bronzovou medaili
země bez medaile
země bez účasti na hrách

Čeští olympionici v Londýně získali celkem 11 medailí. Zlaté medaile vybojovali Miroslava Knapková (skif), Barbora Špotáková (oštěp), David Svoboda (moderní pětiboj) a Jaroslav Kulhavý (horská kola). Rusko se po 60 letech nedostalo mezi trio nejlepších. I když v počtu medailí zastává s 82 kusy třetí místo, na Velkou Británii ztrácí 5 zlatých medailí.
| Pořadí          | Země                         | Zlato | Stříbro | Bronz | Celkem |
| --------------- | ---------------------------- | ----- | ------- | ----- | ------ |
| 1               | Spojené státy americké (USA) | 46    | 29      | 29    | 104    |
| 2               | Čína (CHN)                   | 39    | 31      | 22    | 92     |
| 3               | Velká Británie (GBR)*        | 29    | 18      | 18    | 65     |
| 4               | Rusko (RUS)                  | 18    | 21      | 26    | 65     |
| 5               | Jižní Korea (KOR)            | 13    | 9       | 9     | 31     |
| 6               | Německo (GER)                | 11    | 20      | 13    | 44     |
| 7               | Francie (FRA)                | 11    | 11      | 13    | 35     |
| 8               | Itálie (ITA)                 | 8     | 9       | 11    | 28     |
| 9               | Maďarsko (HUN)               | 8     | 4       | 6     | 18     |
| 10              | Austrálie (AUS)              | 8     | 15      | 12    | 35     |
| 19              | Česko (CZE)                  | 4     | 4       | 3     | 11     |
| Celkem (85 NOV) | Celkem (85 NOV)              | 302   | 304     | 356   | 962    |

## Zajímavosti
- Tenisové soutěže se odehrávaly ve Wimbledonu na dvorcích All England Lawn Tennis and Croquet Clubu – viz článek tenis na Letních olympijských hrách 2012.
- Pořadatelská země měla právo bez kvalifikace postavit svůj národní tým ve všech kolektivních sportech, které jsou na programu příslušných olympijských her. V roce 2012 v Londýně došlo k historickému zlomu, neboť po dlouhých 52 letech z prestižních důvodů postavilo Spojené království svůj fotbalový tým jednotně, a to za celé Spojené království bez ohledu na historické rozdělení jejich fotbalových svazů mezi Anglii, Skotsko, Wales a Severní Irsko (protože platné olympijské regule takovéto rozdělení jedné země na čtyři části prakticky vůbec neumožňovaly). Společná reprezentace Spojeného království hrála naposledy v roce 1960.
- Ještě před oficiálním zahájením her došlo k diplomatickému incidentu, když před zahájením fotbalového zápasu žen KLDR–Kolumbie pořadatelé omylem na světelnou tabuli umístili vlajku Jižní Koreje, namísto KLDR. Hráčky KLDR odmítly k utkání nastoupit, svůj názor změnily až po omluvě pořadatelů.[3]
- Olympijských her se zúčastnila i Zara Phillips, vnučka hlavy státu pořadatelské země, britské královny Alžběty II. V soutěži jezdecké všestrannosti družstev získala stříbrnou olympijskou medaili.
- V šermu kordem žen došlo ke kontroverzní situaci, když v semifinále porazila Němka Britta Heidemannová Korejku Sin A Lam až v prodloužení v poslední sekundě časového limitu. Podle jihokorejské výpravy proběhl vítězný zásah až po časovém limitu. Rozhodčí nakonec přisoudili vítězství Němce po více než hodinové diskuzi. Po celou dobu seděla korejská kordistka v pláči a slzách na planši, protože odchodem by uznala svoji porážku.[4]
- V badmintonu žen bylo vyloučeno osm hráček proto, že podle rozhodčích v zápasech ve skupině hrály tak, aby prohrály, a měly lepší soupeřky ve vyřazovacích zápasech. Badmintonová federace je pro porušování základních badmintonových pravidel vyloučila, neboť došlo ke znevažování sportu a olympijských her.[5]
- Finanční náklady na olympiádu dosáhly 9,3 miliardy liber (přes tři sta miliard korun), bez jistoty návratnosti investice (očekávaná návratnost, podle britské vlády, měla být 13 mld. liber, v přepočtu 421,1 mld. Kč). 80 miliónů liber, v přepočtu 2,6 miliardy korun českých, stál rozpočet zahajovacích a ukončovacích ceremoniálů.[6].
- Brokový střelec Násir al-Attíja z Kataru, který je i automobilovým závodníkem, se stal prvním vítězem Rallye Dakar (zvítězil v roce 2011), který na olympijských hrách získal bronzovou olympijskou medaili ve střelbě na skeet.